# Edward Sorin
Edward Frederick Sorin (Ahuillé, 6 febbraio 1814 – South Band, 31 ottobre 1893) è stato un presbitero francese  della Congregazione di Santa Croce, fondatore dell'Università di Notre Dame e della Saint Edward's University a Austin, in Texas.

## Gioventù
Edouard Frédéric Sorin nacque il 6 febbraio 1814 a Ahuillé, vicino a Laval, in Francia. La sua educazione precoce è stata diretta da sua madre, conosciuta per la sua intelligenza e virtù. Dopo aver completato gli studi classici, Sorin entrò nel seminario diocesano, dove si distinse per la capacità superiore e la vita esemplare.
Tra i suoi colleghi studenti vi era il futuro cardinale Langénieux.

## Fondatore dell'Università di Notre Dame

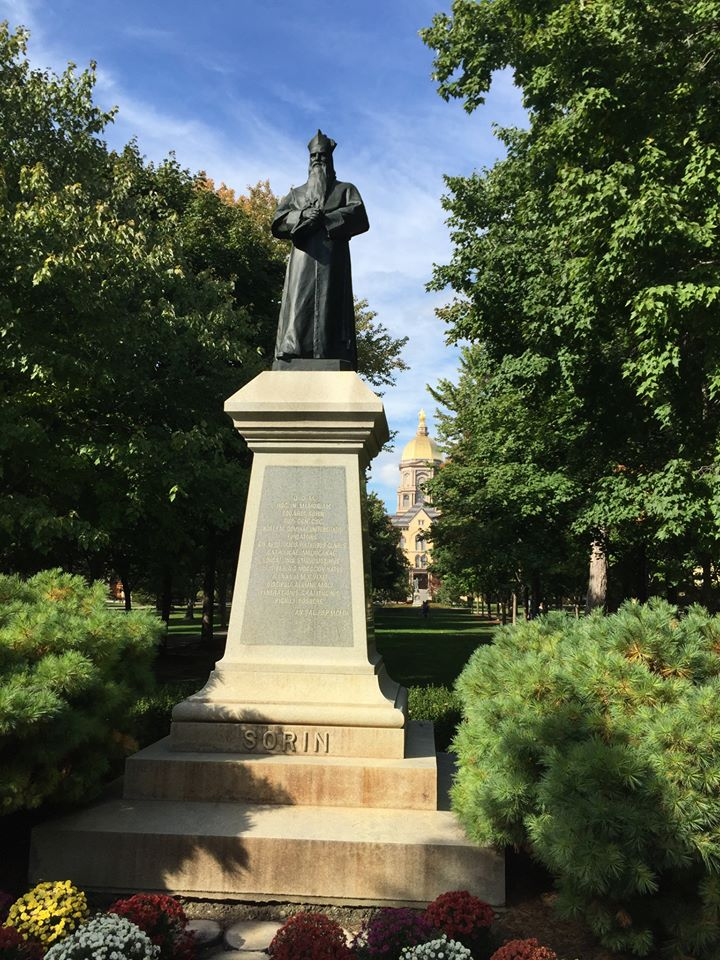
Statua di Sorin sul campus dell'Università di Notre Dame

Accompagnato da sei fratelli, arrivò a New York nell'autunno del 1841 e subito partì per l'Indiana, destinata a essere il centro del suo apostolato per oltre mezzo secolo. Dopo un breve soggiorno a San Pietro nella diocesi di Vincennes, proseguì verso nord con cinque confratelli.
All'età di 28 anni, all'inizio di un inverno eccezionalmente rigoroso, in povertà e privazione, il 26 novembre 1842, Sorin inizia la fondazione di Notre Dame. Sorin e i suoi fratelli della Santa Croce presero possesso di 524 acri ricoperti di neve che il vescovo di Vincennes aveva loro concesso nei campi della missione in Indiana, e chiamò la sua scuola di fede in onore della Madonna, nella sua lingua madre francese "L'Université de Notre Dame du Lac" (Università di Nostra Signora del Lago). Sorin, sull'esempio di Moreau, inviò sacerdoti e fratelli per fondare altre scuole e parrocchie negli Stati Uniti e nel Canada. Il 15 gennaio 1844.